# TopTenReviews
 (octobre 2019).
Si vous disposez d'ouvrages ou d'articles de référence ou si vous connaissez des sites web de qualité traitant du thème abordé ici, merci de compléter l'article en donnant les références utiles à sa vérifiabilité et en les liant à la section « Notes et références ».
Pour les articles homonymes, voir TTR.

Logo de TopTenReviews

TopTenReviews (TTR) est un site web d'agrégation américain, créé en 2003, qui regroupe des critiques (« reviews ») d'autres sites ou publications concernant les films, la musique, les jeux vidéo, les logiciels ou les services Internet.